# Robert Müller (sculpteur)
Pour les articles homonymes, voir Robert Müller.
Robert Müller (né le 17 juin 1920 à Zurich, mort le 15 octobre 2003 à Villiers-le-Bel) est un sculpteur suisse.

## Biographie
Robert Müller étudie à l'école de commerce de Zurich. Il choisit ensuite une formation artistique dans l'atelier d'Otto Bänninger et Germaine Richier, dans leur période où ils vivent en Suisse, pendant la Seconde Guerre mondiale et l'après-guerre.
À partir de 1947, il passe deux ans à Gênes. Il tente de rompre avec l'influence de Richier avec des sculptures figuratives et des sculptures en plâtre et en bronze.
En 1949, il s'installe avec sa famille d'abord à Paris, travaille , puis à Villiers-le-Bel, où il vit et travaille jusqu'à sa mort. Il se marie deux fois et a des enfants dont le sculpteur sur bois Manuel Müller.
Ses œuvres parisiennes sont caractérisées par l'abstraction, mais contiennent néanmoins des références au corps humain. Elles se caractérisent par une tension érotique qui naît de l’attraction et de la défense simultanées des différents éléments. Dans l'une des dernières forges de Paris, Müller apprend à travailler le fer forgé.
Dès le milieu des années 1950, Robert Müller jouit de la plus haute reconnaissance et réputation internationale. Il reçoit le surnom d'"Eisen-Müller", car, avec les sculpteurs suisses Bernhard Luginbühl et Jean Tinguely, il est considéré comme l'un des créateurs de la sculpture moderne en fer.
De 1956 à 1960, il est présent à la Biennale de Venise, à la Biennale de São Paulo et à la Biennale de Paris. En 1959, il participe à la documenta II à Cassel. Ses œuvres sont achetées par d'importants musées et collections, notamment des musées et collections américains. Il est présent chez la galeriste Jeanne Bucher.
Dans les années 1960, il ne connaît plus le succès.
En 1961, Müller fait scandale à Amsterdam en 1961 avec une sculpture mobile : dans l'exposition Bewogen Beweging au Stedelijk Museum, La Veuve du coureur est retirée de l'exposition par la police, parce qu'elle est soupçonnée de faire allusion à la masturbation féminine. Le vélo, qui est soudé à partir de ferraille, n'a pas de roues, mais les mouvements des pédales poussent un objet en ivoire de haut en bas.

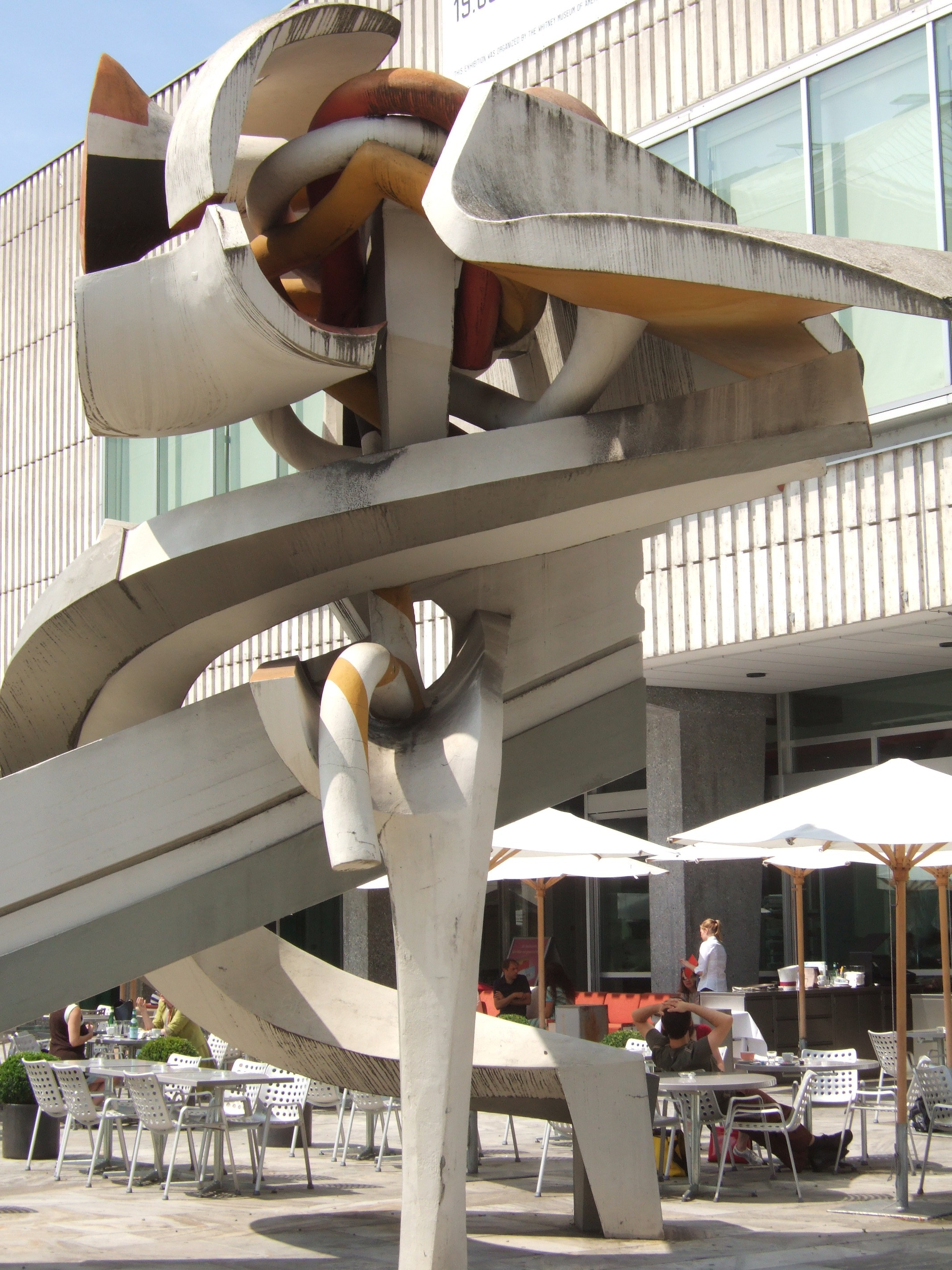
Fanfare, 1968.

Sa sculpture monumentale Fanfare, qu'il conçoit pour la cour du gymnasium de Langenthal pour le compte de la commission artistique du canton de Berne, est si fortement critiquée par les enseignants et le public en 1968 que la commande est annulé. À la place, la sculpture en bronze Doris, un nu féminin de Karl Geiser (de) datant de 1943, a été achetée et installée. la sculpture reste devant le Kunsthaus de Zurich jusqu'aux travaux de l'établissement en 2010. Avec le soutien de la sculptrice Lilly Keller (de), l'œuvre est finalement installée dans le gymnasium à la place prévue.
En 1966, il crée la sculpture L'Orgue, sa dernière sculpture en fer et utilisant la technique habituelle. Il travaille ensuite avec d'autres possibilités, techniques et matériaux. À partir de 1978, Müller consacre beaucoup de temps à la gravure et au dessin.